# کنجی واکاماتسو
کنجی واکاماتسو (انگلیسی: Kenji Wakamatsu؛ زادهٔ ۱۶ اوت ۱۹۷۲) بازیکن فوتبال اهل ژاپن است.
از باشگاه‌هایی که در آن بازی کرده‌است می‌توان به باشگاه فوتبال سانفریس هیروشیما اشاره کرد.